# Trachelas speciosus
Trachelas speciosus là một loài nhện trong họ Trachelidae.
Loài này thuộc chi Trachelas. Trachelas speciosus được Richard C. Banks miêu tả năm 1898.